# 敦貞親王
敦貞親王（あつさだしんのう、長和3年10月6日（1014年11月1日） - 康平4年2月8日（1061年3月2日））は、平安時代中期の皇族。敦明親王（小一条院）の第一皇子。官位は三品・式部卿。

## 経歴
後一条朝の寛仁3年（1019年）異母妹・儇子内親王とともに、祖父・三条上皇の養子として（内）親王宣下を受ける。
万寿元年（1024年）高陽院競馬の左方の念人（勝負事に際して競技者の応援や世話をする役）となったが、関白・藤原頼通が聞いたことがない親王であるとして、念人の中から敦貞親王を除こうとする。大外記・清原頼隆が三条院の親王（実は敦明親王の子）であると述べるも、童親王であることを理由に頼通は念人の中から敦貞親王を除いている。長元4年（1031年）修理大夫・源済政の娘と結婚した。
長元9年（1036年）6月に後朱雀天皇の即位威儀料として四品に叙せられ、同年7月の即位式では左侍従を務める。同年11月に中務卿に任ぜられた。寛徳2年（1045年）後冷泉天皇の即位式でも左侍従を務めている。永承5年（1050年）式部卿に任ぜられ、位階は三品に至った。
康平4年（1061年）2月8日薨去。享年48。最終官位は三品式部卿。

## 官歴
- 寛仁3年（1019年） 3月4日：親王宣下（三条院為子）[6]
- 長元9年（1036年） 6月27日：四品（御即位威儀料云々）[7]。11月：中務卿[8]
- 永承5年（1050年） 2月：式部卿[8]
- 時期不詳：三品[9]
- 康平4年（1061年） 2月8日：薨去（三品式部卿）[9]

## 系譜
『尊卑分脈』による。
- 父：敦明親王（小一条院）
- 母：藤原延子（藤原顕光の娘）
- 妻：源済政の娘
  - 男子：藤原宗家 - 藤原信家の養子
- 妻：藤原定頼の娘
  - 男子：敦輔王（1044-1111） - 敦平親王の養子
- 妻：清仁親王の娘[10]
  - 男子：寛意（1062-1101）
- 生母不詳の子女
  - 男子：行勝（1049-1124）